# خورچاکی
خورچاکی (به لهستانی:  Horczaki) یک روستا در لهستان است که در گمینا شوجاوووو واقع شده‌است.